# Carlos Alberto Batres González
Carlos Alberto Batres González (nascut a Ciutat de Guatemala, 2 d'abril del 1968), és un exàrbitre de futbol guatemalenc. Fou àrbitre internacional FIFA des de 1 de gener de 1996. Va dirigir partits en grans esdeveniments com la Copa del Món 2002. El febrer del 2010 va ser assignat per arbitrar també al Mundial 2010.
Batres va dirigir el seu primer partit internacional el 27 d'octubre de 1996, un de classificació per a la Copa del Món de 1998 entre Panamà i el Canadà.
Va arbitrar a la Copa del Món de la FIFA 2002, en concret el partit del Grup A entre la selecció de futbol de Dinamarca i el Senegal i el partit de la segona ronda entre Alemanya i el Paraguai. També va ser preseleccionat com a àrbitre per a la Copa del Món de la FIFA 2010.
El 13 de juny de 2010, va arbitrar el partit entre Algèria i Eslovènia. tot i que la seva mare havia mort tot just quatre dies abans, la nit del 9 de juny.
El 20 de juny de 2010, va arbitrar el partit entre Itàlia i Nova Zelanda, que va acabar en empat a 1.

## Partits arbitrats en Mundials
| Torneig | Data          | Seu                             | Ronda            | Equip 1   | Resultat | Equip 2      |
| ------- | ------------- | ------------------------------- | ---------------- | --------- | -------- | ------------ |
| 2002    | 6 juny 2002   | Daegu World Cup Stadium, Daegu  | Primera ronda    | Dinamarca | 1 – 1    | Senegal      |
| 2002    | 15 juny 2002  | Estadi Jeju World Cup, Seogwipo | Vuitens de final | Alemanya  | 1 – 0    | Paraguai     |
| 2010    | 13 juny 2010  | Estadi Peter Mokaba, Polokwane  | Primera ronda    | Algèria   | 0 – 1    | Eslovènia    |
| 2010    | 20 juny 2010  | Estadi Mbombela, Nelspruit      | Primera ronda    | Itàlia    | 1 – 1    | Nova Zelanda |
| 2010    | 3 juliol 2010 | Ellis Park, Johannesburg        | Quarts de final  | Paraguai  | 0 – 1    | Espanya      |